# UFC Fight Night: Silva vs. Bisping
UFC Fight Night: Silva vs. Bisping（ユーエフシー・ファイトナイト：シウバ・バーサス・ビスピン、別名UFC Fight Night 84）は、アメリカ合衆国の総合格闘技団体「UFC」の大会の一つ。2016年2月27日、イングランド・ロンドンのO2アリーナで開催された。

## 大会概要
本大会ではアンデウソン・シウバとマイケル・ビスピンによるミドル級ワンマッチが組まれた。
キャリア11戦全勝のティボー・グティ、7戦無敗のジャージス・ダンホがUFCデビュー。

## 試合結果

### プレリミナリーカード
第1試合 ライト級ワンマッチ 5分3R
○  デビッド・テイマー vs.  マルティン・スヴェンソン ×
2R 1:26 TKO（左アッパー→パウンド）
第2試合 ライト級ワンマッチ 5分3R
○  テーム・パッカレン vs.  ティボー・グティ ×
1R 0:24 リアネイキドチョーク
第3試合 ヘビー級ワンマッチ 5分3R
○  ダニエル・オミエランチク vs.  ジャージス・ダンホ ×
3R 1:31 負傷判定2-0（29-29、29-28、29-28）
第4試合 ライト級ワンマッチ 5分3R
○  ルスタム・ハビロフ vs.  ノーマン・パーク ×
3R終了 判定3-0（29-28、29-28、29-28）
第5試合 ミドル級ワンマッチ 5分3R
○  クシシュトフ・ヨトコ vs.  ブラッドリー・スコット ×
3R終了 判定3-0（29-28、30-27、29-28）
第6試合 フェザー級ワンマッチ 5分3R
○  アーノルド・アレン vs.  ヤオツィン・メザ ×
3R終了 判定3-0（30-27、30-27、30-27）
第7試合 ミドル級ワンマッチ 5分3R
○  スコット・アスカム vs.  クリス・デンプシー ×
1R 4:45 TKO（左ハイキック）
第8試合 バンタム級ワンマッチ 5分3R
○  デイヴィッド・グラント vs.  マルロン・ヴェラ ×
3R終了 判定3-0（30-26、30-26、30-26）
第9試合 フェザー級ワンマッチ 5分3R
○  マクワン・アミルカーニ vs.  マイク・ウィルキンソン ×
3R終了 判定3-0（29-28、30-27、29-28）

### メインカード
第10試合 バンタム級ワンマッチ 5分3R
○  ブラッド・ピケット vs.  フランシスコ・リベラ ×
3R終了 判定2-1（30-27、28-29、29-28）
第11試合 ウェルター級ワンマッチ 5分3R
○  トム・ブリーズ vs.  中村K太郎 ×
3R終了 判定3-0（30-27、30-27、29-28）
第12試合 ミドル級ワンマッチ 5分3R
○  ゲガール・ムサシ vs.  ターレス・レイチ ×
3R終了 判定3-0（30-27、29-28、30-27）
第13試合 ミドル級ワンマッチ 5分5R
○  マイケル・ビスピン vs.  アンデウソン・シウバ ×
5R終了 判定3-0（48-47、48-47、48-47）

### 各賞
ファイト・オブ・ザ・ナイト： マイケル・ビスピン vs. アンデウソン・シウバ
パフォーマンス・オブ・ザ・ナイト： スコット・アスカム、テーム・パッカレン
各選手にはボーナスとして5万ドルが授与された。

### カード変更
負傷などによるカードの変更は以下の通り。
- ウカシュ・サイェフスキ → ティボー・グティ（第2試合）

- エンリー・ブリオネス → フランシスコ・リベラ（第10試合）

- ゲガール・ムサシ → アンデウソン・シウバ（第13試合）

- ジミ・マヌワ vs. ニキータ・クリーロフ → マヌワの負傷により中止